# Pandanus livingstonianus
Espèce
Pandanus livingstonianus est une espèce de plantes à fleurs de la famille des Pandanaceae. Son aire de répartition naturelle s'étend du sud-est de la République démocratique du Congo jusqu'au Mozambique. C'est un arbre qui pousse principalement dans les régions tropicales sèches.
Pandanus livingstonianus est l'une des très nombreuses espèces paléotropicales d'arbres dioïques du genre Pandanus, communément appelée en anglais « Screw pines », présents depuis l'Angola vers l'est, à travers l'Afrique tropicale et le long de la côte est de l'Afrique australe,.

## Description
Pandanus livingstonianus ressemble à un palmier et repose sur des racines échasses, qui lui donne l'apparence d'appartenir à une mangrove. Les plantes femelles produisent des fruits ronds, composés, d'environ 10 à 20 cm de diamètre, constitués de drupes fusionnées, ressemblant un peu à un ananas, il passe du vert au rouge orangé vif à maturité. 

## Répartition et habitat
Cet arbre est présent en Angola, au Malawi, au Mozambique, au Zaïre et en Zambie. Son habitat préféré se situe le long des berges des rivières et dans les marais d'eau douce, où on le trouve parfois en vastes peuplements, poussant jusqu'à une altitude de 900 m,. Dans le delta du Zambèze, l'espèce pousse le long des forêts riveraines soumises à des inondations saisonnières, s'intercalant avec les forêts marémotrices.

## Statut de conservation
L'espèce est menacée dans certaines zones et le « Programme pour les plantes menacées » (TPP), qui sauve des plantes dans les zones de Lumangwe et de Kabwelume falls où le gouvernement zambien prévoit des projets hydroélectriques, est actif.

## Utilisation
Pandanus livingstonianus est consommé par de nombreux animaux, dont les éléphants, les varans, les rongeurs, les chauves-souris et les crustacés. Son bois est résistant aux termites.

## Galerie

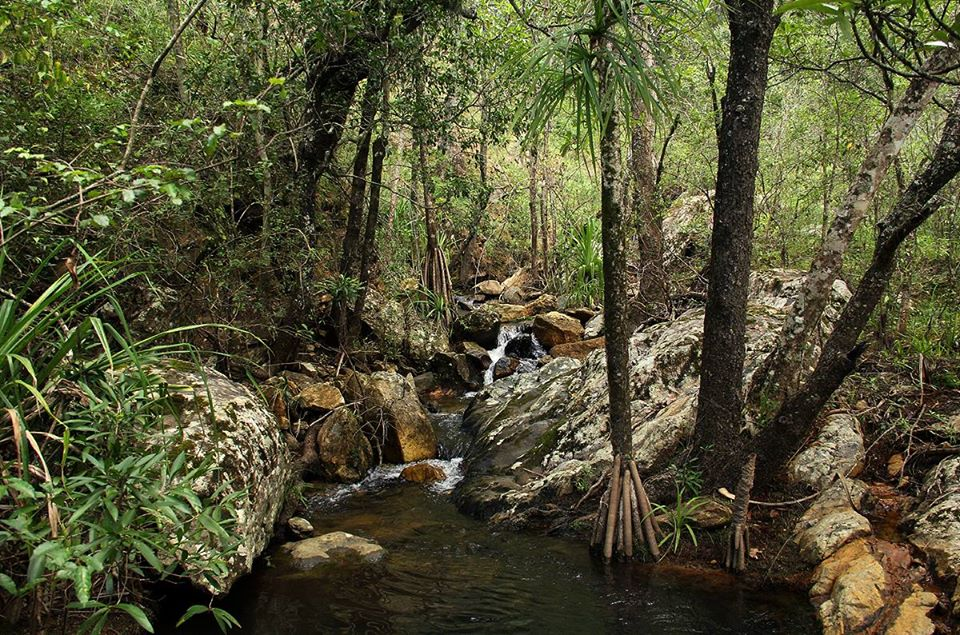
Habitat.
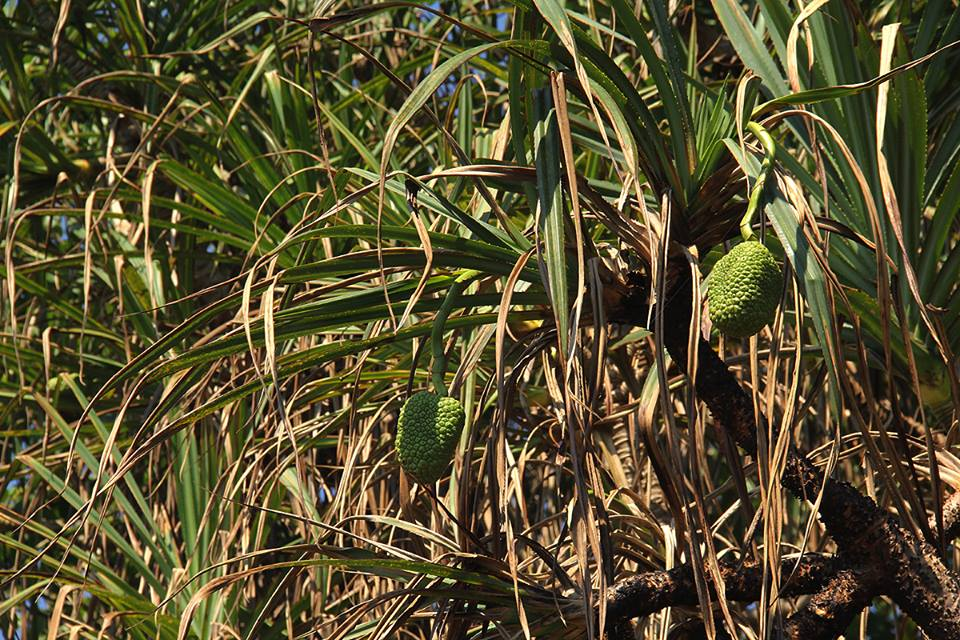
Feuilles et fruit.

## Systématique
Le nom correct complet (avec auteur) de ce taxon est Pandanus livingstonianus Rendle.
Pandanus livingstonianus a pour synonymes :
- Pandanus gasicus Huynh
- Pandanus globulatus Huynh
- Pandanus mosambicius H.St.John
- Pandanus mosambicius H.St.John ex Huynh
- Pandanus petersii Warb.
- Pandanus serrimarginalis H.St.John
- Pandanus serrimarginalis H.St.John ex Huynh

### Étymologie
Son épithète spécifique, livingstonianus, lui a été donnée en l'honneur de l'explorateur écossais David Livingstone (1813-1873).